# Rivière aux Saumons (Île d’Anticosti)
Der Rivière aux Saumons (französisch für „Lachs-Fluss“) ist ein Fluss auf der Insel Île d’Anticosti im Sankt-Lorenz-Golf.

## Flusslauf
Der Fluss entspringt im Parc national d’Anticosti am Nordhang der Hügelkette, die sich zentral von Ost nach West durch das Inselinnere erstreckt. Der Fluss fließt ein kurzes Stück nach Norden, wendet sich dann aber nach Osten und fließt über eine Gesamtstrecke von 60 km zur Baie Broom an der Nordküste der Insel. Der Rivière aux Saumons entwässert ein Areal von 365 km². Der mittlere Abfluss beträgt 8 m³/s. An der Mündung befindet sich Rivière-aux-Saumons – ein Zeltplatz und eine Landepiste.

## Namensgebung
Der Flussname wurde 1904 in einem Buch genannt. Im Bulletin der Société de géographie du Québec wurde der Rivière aux Saumons im Jahr 1924 erwähnt. Im Verzeichnis der Flüsse und Seen Québecs wird er 1925 gelistet.